# إريس غوردي
إريس غوردي (بالإنجليزية: Iris Gordy)‏ هي منتجة أسطوانات وملحنة وكاتبة غنائية أمريكية، ولدت في 16 فبراير 1943.